# Пепелевка
Пепелевка — деревня в Монастырщинском районе Смоленской области России. Входит в состав Татарского сельского поселения (до 2015 года Добросельского сельского поселения). Население — 18 жителей (2007 год). 
Расположена в западной части области в 14 км к юго-западу от Монастырщины, в 60 км западнее автодороги А141 Орёл — Витебск, на берегу реки Вихра. В 58 км восточнее деревни расположена железнодорожная станция Васьково на линии Смоленск — Рославль. 

## История
В 1699 году упоминается как деревня Попелевщина во Мстиславском воеводстве ВКЛ.
В годы Великой Отечественной войны деревня была оккупирована гитлеровскими войсками в июле 1941 года, освобождена в сентябре 1943 года.

## Известные уроженцы
- Сергей Владимирович Фомин (1906—1941) — белорусский поэт.